# Arnold Schuback

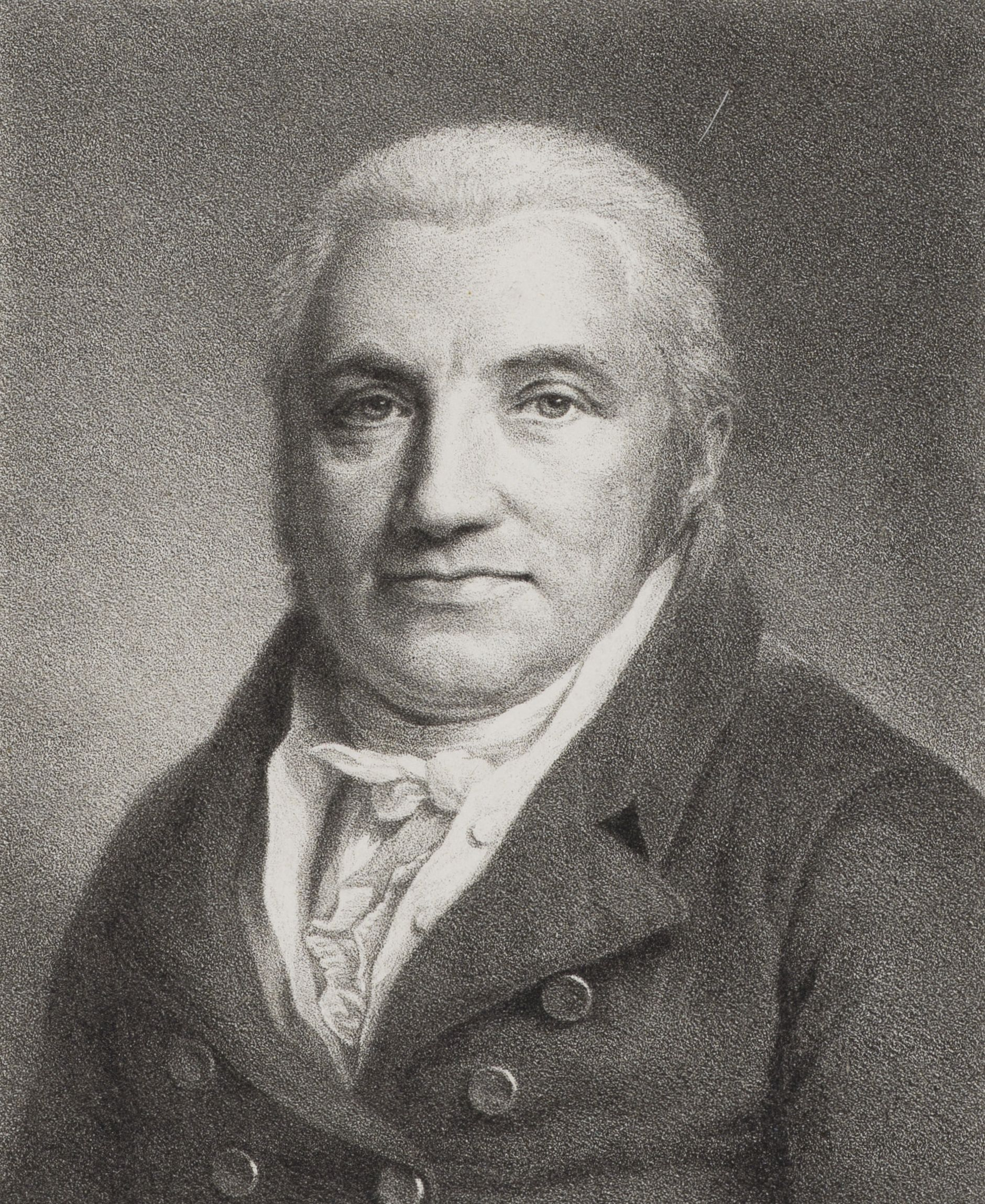
Arnold Schuback

Arnold Schuback (* 28. November 1762 in Hamburg; † 17. April 1826 ebenda) war ein deutscher Privatgelehrter, Herausgeber der Zeitschrift Relations Courier, Sammler und Genealoge.

## Familie
Die Familie Schuback war eine vermögende und angesehene Familie in hervorragenden Positionen in Hamburg. Sein Großvater Nicolaus Schuback war Hamburger Bürgermeister.
Sein Vater Nikolaus Schuback war Hamburger Kaufmann.

## Jugend
Johann Martin Müller (1722–1781), Rektor des Johanneums, beschrieb 1781 Schuback als Primus der Schule dem im gleichen Jahr das Theologiestudium an der Universität Göttingen folgte.

## Studium
Während seines Studiums unter Less, Walch und Michaelis wandte er sich zusätzlich dem Geschichtsstudium unter Spittler zu und wurde 1787 zum korrespondierenden Mitglied des Historischen Instituts der Universität Göttingen ernannt.

## Leben und Wirken

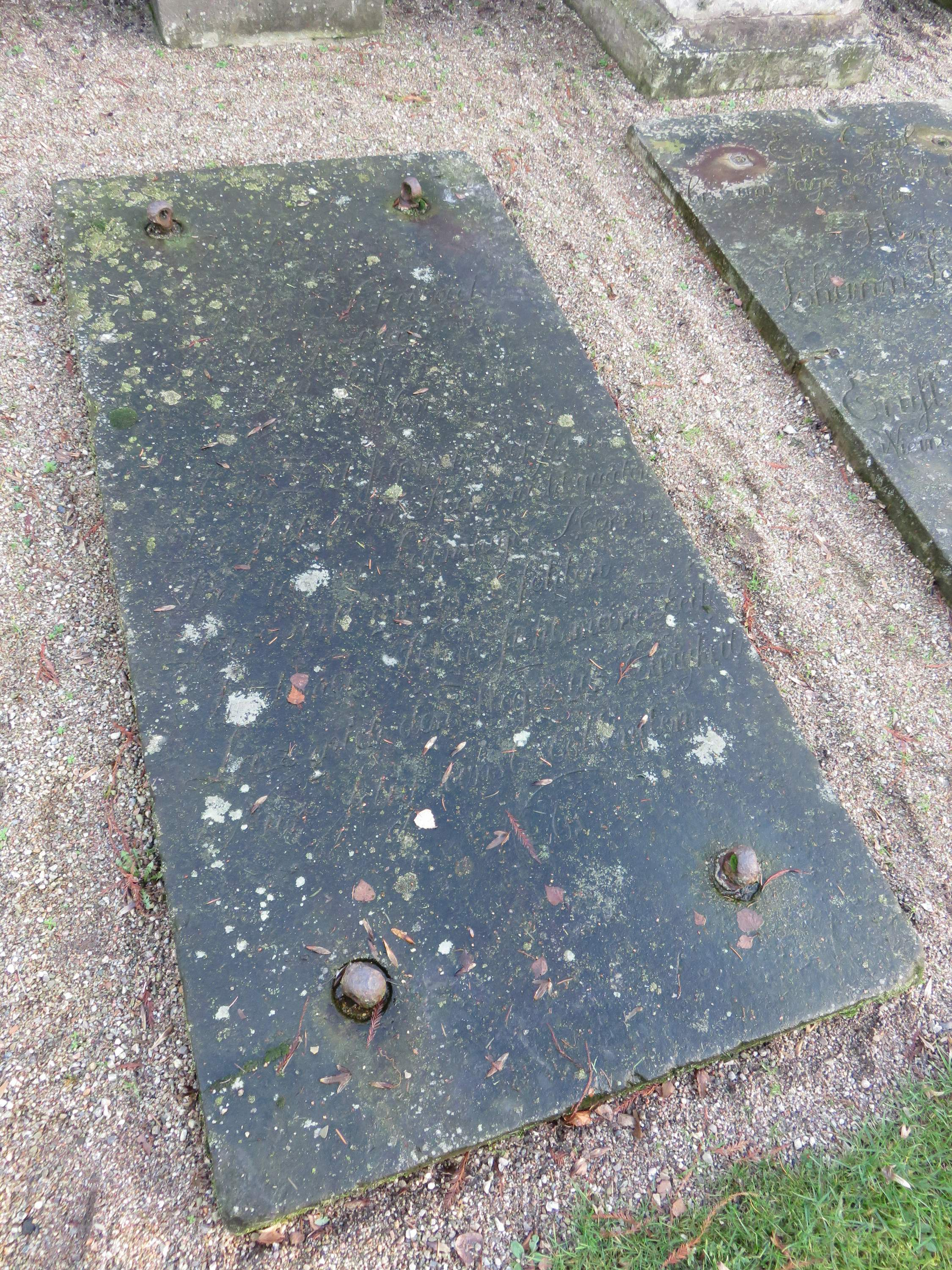
Grabmal Freilichtmuseum Heckengarten, Friedhof Ohlsdorf

Zurückgekehrt nach Hamburg wirkte er einige Zeit als Pädagoge in einer privaten Einrichtung um sich dann seinem eigentlichen Interesse zuzuwenden. Zur Erweiterung seines Wissens erwarb er jährlich für mindestens 2000 Thaler wissenschaftliche Literatur und legte eine Münzsammlung an.
In der Zeit seiner Tätigkeit als Verwalter des Stadtarchivs, Vorsteher der Allgemeinen Armenanstalt und im Vorstand der Hamburger Gefängnisanstalten war von 1817 bis 1818 Friedrich Clemens Gerke für Schuback tätig.

## Reisen
Um sein Wissen über Hamburg hinaus zu vergrößern, bereiste er in 30 Jahren fast ganz Deutschland sowie unter anderem Dänemark, Frankreich, England, die Schweiz und Schweden.

## Nachlass
- Seine Sammlung von 10.000 bis 12.000 Büchern[1] wurde durch den Auktionator Peter Simon Brödermann 1834 gelistet und ein Teil von der Stadt Hamburg ersteigert, da die Stadt Hamburg den testamentarischen Bestimmungen des Erblassers nicht nachkommen wollte.[3] Dazu gehört auch die 705 Blätter umfassende Autographensammlung des Arnold Schuback.[4]
- Chronologisches, bis auf die neuesten Zeiten fortgesetztes Verzeichniss der bisherigen Mitglieder eines Hochedlen und Hochweisen Raths, der Ehrbaren Oberalten und der Verordneten löblicher Cämmerey der Freyen Stadt Hamburg, Hamburg (Johann August Meißner) 1820, Digitalisat bei sub.uni-hamburg.de; das dortige Exemplar mit handschriftlichen Nachträgen bis in die 1860er Jahre.